# Galphimia angustifolia
Galphimia angustifolia är en tvåhjärtbladig växtart som beskrevs av George Bentham. Galphimia angustifolia ingår i släktet Galphimia och familjen Malpighiaceae. Inga underarter finns listade i Catalogue of Life.